# Батумский государственный университет имени Шота Руставели
Батумский государственный университет имени Шота Руставели (груз. შოთა რუსთაველის სახელმწიფო უნივერსიტეტი) — высшее учебное заведение Грузии. Расположен в Аджарии, в городе Батуми. Ректор — Тит Арошидзе (с 2025 г.).

## История
Основан в 1935 году как Батумский учительский институт, в дальнейшем преобразован в Батумский государственный педагогический институт. С 1990 года носит современное название. Около 4,5 тыс. студентов (2010 г.). Около 250 преподавателей (2010 г.).
Занимает здание бывшей Батумской мужской гимназии 1897 года постройки, в 1952 году был достроен 3-й этаж. В 1977 году был построен новый корпус университета на проспекте Руставели.

## Структура университета
В структуру университета входят 8 факультетов:
- Факультет математики и компьютерных наук.
- Факультет социальных наук, бизнеса и права.
- Факультет гуманитарных наук.
- Факультет естественных наук.
- Медицинский факультет.
- Инженерно-технологический факультет.
- Педагогический факультет.
- Сельскохозяйственный факультет.